# Themelium pullei
Themelium pullei är en stensöteväxtart som först beskrevs av Arthur Hugh Garfit Alston, och fick sitt nu gällande namn av Barbara S. Parris. Themelium pullei ingår i släktet Themelium och familjen Polypodiaceae. Inga underarter finns listade.